# بودیسم آسیای شرقی

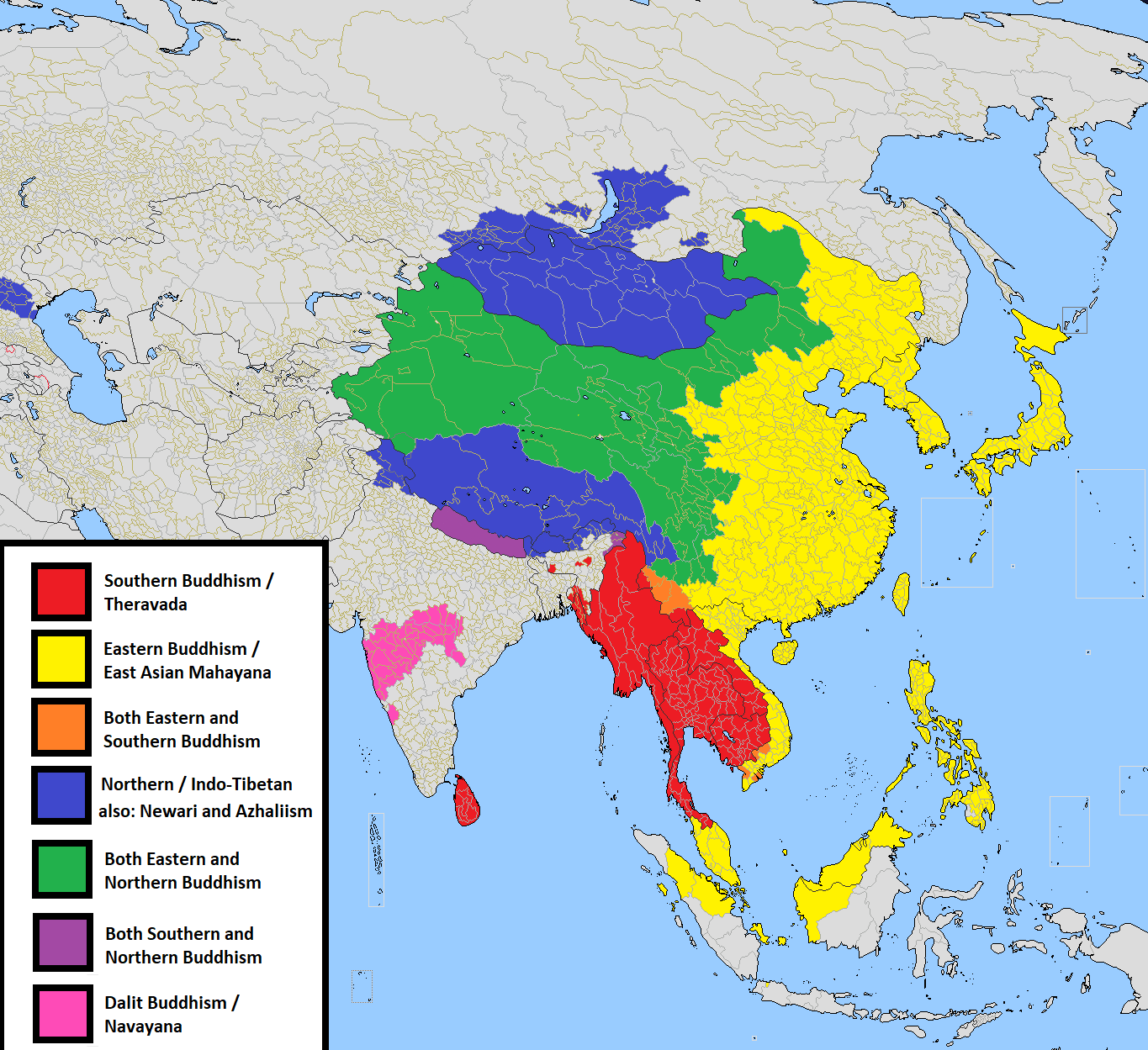
توزیع سنت‌های اصلی بودایی، مهایانه شرق آسیا در رنگ زرد

بوداگرایی در شرق آسیا یا بودیسم در شرق آسیا (انگلیسی: East Asian Buddhism) یک اصطلاح جمعی برای مکتب‌های بوداگرایی مهایانه است که در شرق آسیا و جنوب شرق آسیا گسترش یافته و از قانون بودایی چین پیروی می‌کند. اینها شامل شکل‌های مختلف بوداگرایی چینی، بوداگرایی ژاپنی، بوداگرایی کره‌ای، بوداگرایی سنگاپور و بوداگرایی ویتنامی است.